# Confederación de Sindicatos del Japón
La Confederación de Sindicatos del Japón conocida como  Rengō (連合?), abreviatura de Nihon Rōdōkumiai Sōrengōkai (日本労働組合総連合会?  lit. « confederación de sindicatos obreros japoneses ») es un sindicato japonés, que cuenta con más de siete millones de miembros y está presidido por Tomoko Yoshino . Está afiliada a la Confederación Sindical Internacional y vinculada al Partido Democrático de Japón. Es el resultado de la fusión de cuatro sindicatos, incluido el Dōmei  y el Sōhyō .
Las organizaciones sindicales japonesas tienen una estructura jerárquica de tres niveles: sindicatos de empresas, federaciones industriales y la central nacional (Rengo) en la cima. También hay una red extensa, con organizaciones locales establecidas en todas las prefecturas de Japón .

## Orígenes
El Rengo es una confederación nacional, formada por federaciones industriales. Su objetivo es " defender el empleo y la vida de todos los trabajadores ”. Trabaja con agencias gubernamentales y empleadores en temas como normas laborales, sistemas tributarios y seguridad social, que no se pueden negociar a nivel local o comercial.
Al reunir el poder de diferentes sindicatos, la confederación nacional puede elevar el nivel de las condiciones laborales y los estándares existentes para todos los trabajadores. El éxito en estos sectores por parte de la central nacional, a su vez, crea confianza en los sindicatos en el lugar de trabajo, lo que ayuda a fortalecer estos mismos sindicatos de empresas y sus federaciones industriales. En el pasado, Japón tenía varias confederaciones nacionales divididas, pero los esfuerzos por aumentar la fuerza de los sindicatos dieron como resultado la formación en 1989 de una confederación nacional unificada.
A principios de marzo de cada año, el Rengo inicia negociaciones de shunto .

## Historia
En 2009, el Rengo tenía 6,6 millions miembros sindicales y apoyó a 290 de los 330 candidatos del Partido Demócrata de Japón en las elecciones legislativas japonesas de 2009, logrando 220 ( fueron elegidos 308 miembros del PDJ en total). Según su presidente Tsuyoshi Takagi, los sectores prioritarios para la creación de empleo son la salud, la agricultura y la industria forestal. De acuerdo con las propuestas de campaña del PDJ, quiere una ley que prohíba el trabajo temporal en las fábricas, así como un salario mínimo nacional, y no prefectural
En octubre de 2021 fue elegida Tomoko Yoshino como presidenta de la Confederación convirtiéndose en la primera mujer en ocupar este cargo. Ella reemplaza a Rikio Kozu. La Rengo, la primera confederación sindical, tiene 7 millones de miembros sindicales. Aproximadamente el 34,5 % de los puestos de toma de decisiones dentro de la Confeeración están ocupados por mujeres, una tasa alta en un país donde tradicionalmente las mujeres se mantienen fuera de los puestos de responsabilidad.